# Burnt Pine
Burnt Pine é a maior e mais populosa cidade da Ilha Norfolque, um território externo australiano localizado no oceano Pacífico entre a Nova Caledônia e a Nova Zelândia. É o principal centro comercial da ilha, e viajar de um lado ao outro da ilha geralmente envolve a passagem por Burnt Pine, já que a única via da ilha passa pelo centro da cidade.